# アレアハングル
アレアハングル（朝: 아래아 한글）、한/글、Hangul Word Processor、Hanwordは、韓国のコンピュータソフトウェアメーカであるHancom（ハングルとコンピュータ社）が開発・販売している韓国の代表的なワープロソフトである。

## シェア
韓国ではマイクロソフトのMicrosoft Wordを抑えて国内トップシェアを誇っている国民的ワープロソフトであり、一説では70%前後台のシェアがあるともいわれる。韓国では官民含め、多くの文書がHWP形式（アレアハングル形式）で作成されている。世界で唯一、Microsoft Wordがシェアの第1位でない国が韓国である。

## 名称
韓国国内では、単に「한/글（ハングル）」と呼ばれることが多く、これが正式な商品名でもある。かつては아래아한글（アレアハングル）や아래한글（アレハングル）という通称が一般的であり、今でも広く通用する。
「アレア」は「下のア」という意味であって、現代のハングルでは使われなくなった母音字母「ㆍ」を指す。「한/글」という商品名の文字「한（ハン）」には、ㆍを用いた古字（ᄒᆞᆫ）を使っている。斜線(/)は、「한」の古字の代替表記を示す。
商品名に古字が用いられたのは、最初のバージョンが開発された1989年当時、韓国政府が公認した唯一の文字コードだったKS完成型ハングルコード（KS C 5601、後のKS X 1001）で表記できるハングルが2,350文字に制限されていたのに対し、アレアハングルでは現代ハングルで表記可能な11,172字すべてが表記できる組合せ型文字コードを採用し、加えて独自の文字コード拡張によってハングル古字までも表記可能としたのを象徴しているとされる。
海外向けには製品名の英字表記であるHangulの他、Hanwordが用いられることがある。
日本では、その経歴や性質などから「韓国版一太郎」（一太郎に相当する）といわれることがある。日本国内では日本語版も販売されたことがあるが売れ行きは芳しくなく、すぐに撤退した。

## 動作
1989年当時の韓国ではハングル表示機能を搭載していないIBM PC互換機が広く普及しており、MS-DOSも英語版が相当な割合で使われていた。アレアハングルはグラフィック画面で動作し、ハングル表示と入力の機能をアプリケーション自体に内蔵していた。これにより英語DOSのPC上でもハングル文書の作成が可能となり、爆発的なヒットとなって個人利用者から官公庁や企業にまで広く普及した。アレアハングルのヒットをきっかけに、多くのDOS時代の韓国のハングルワープロソフトや「イヤギ」に代表される汎用パソコン通信ソフトは、グラフィック画面で動作するハングル表示・入力内蔵型となった。Windowsに移植された後も、アレアハングル97バージョンまではすべてのGUIリソースや入力機能を独自にもっており、Windowsの言語の種類を問わずハングル入出力ができた。

## ファイルフォーマット
拡張子は .hwp を使用する。これは「hangul word processor」の頭文字に由来する。
ただし、同じHWPファイルでも、ミレニアム（2000）バージョンと、2002以降のバージョンでは、ファイルフォーマットが異なり、2002以降のバージョンで保存したHWPファイル（デフォルトのHWP）は、日本で発売された「アレアハングル・ミレニアム」で開くことができない。また、2002年以降であっても、2011年4月現在のバージョン「ハングル2010」で保存したファイルは、新機能部分の互換性は保たれない。
2011年4月現在、韓国版ハングルシリーズで作成されたHWPファイルを、日本のパソコン環境で開くには、無償で配布されている「ハングルビューア」を使う方法がある。現在は「Hancom Office 2010 viewer」が提供されており、2010バージョンまでのファイルが開けるが、メニューやヘルプはすべてハングルである（ダウンロードサイト）。
HWPファイルを開いて編集したい場合は、韓国版「ハングル2010」を購入するしかない。
なお、ハングルビュアー、ハングル2010などは、朝鮮語のオペレーティングシステムだけではなく日本語OSにインストールしての利用もできる。

## 歴史

### シリーズ
MS-DOS
Hangul 0.9 (1989) ベータバージョン
Hangul 1.0 (1989/4) 正式版。4万7千ウォンで販売された。ドットマトリクスプリンター対応。
Hangul 1.1 (1989/6) 脚注機能、禁則処理機能などを追加。マニュアルが紙切れからファイルになった。
Hangul 1.2 (1989/12) データ圧縮機能などを追加。
Hangul 1.2L (1990/6) レーザープリンター対応版。ドットマトリクス版とは別のパッケージとして販売された。
Hangul 1.3L (1990/9) レーザープリンター対応版。SVGAモニタ対応。
Hangul 1.5、1.51、1.52、1.53D (1990/12) 完成型と組合せ型の両方の文字コードに対応。
Hangul 2.0 Pro/Basic (1992) 127ポイントまで文字サイズを指定可能。各種スタイル（字間、行間マージンなど）を指定可能。アウトライン対応。第2水準拡張漢字対応(プロ版のみ・別売り)。段組、テキストボックス、画像などのレイアウトに対応。校正機能対応。レーザープリンター版、ドットマトリクス版という区別がなくなり、プロ版とベーシック版に分けられた。この頃から韓国市場を独占するようになった。
Hangul 2.1 Pro/Basic/Test/Little (1993)  80386 32bitネイティブ対応（プロ版のみ）。GUI化。仮想メモリ対応。
Hangul 2.5 (1994)  プロ版、ベーシック版の区別がなくなる。アドオン機能拡張対応。マウス対応。プレビュー対応。コピー防止ドングルが不要になった。開発中のWindows対応版への無料アップグレードクーポンが付属。
Hangul 3.0、3.01 (1995/6)  DOS最終版。Windows版ファイルのインポートに対応、インターフェイス改善、ハイパーテキスト機能の追加などが行われた。
Windows
Hangul 3.0、3.0a (1995/3) 最初のWindows 3.1版。NEXTSTEPやWindows 95に似た独自のGUIを搭載。完成型と組合せ型の両方の文字コードに対応(Windows 3.1自体は完成型のみ対応)。マルチタスク、OLE、Windowsのプリンタードライバに対応。Win32 APIで開発されておりWin32sランタイムライブラリが必要だった。
Hangul 3.0b (1995) Windows 95対応。本バージョンの大ヒットによりDOS版4.0の開発が中止となった。
Hangul 96 (1996) HTML編集対応。住所録、タイピングソフト、メーラー、Lotus 1-2-3などをバンドル。MSオフィスがビジネス市場に普及したためシェアを落とした。
Hangul 96 国際版、日本語版 (1996/11) 中国語と日本語に対応した国際版と、日本語専用の日本語版を発売。
Hangul 97、97強化版、815特別版 (1998) 国際版をベースに開発。校正機能を強化。アジア通貨危機等を原因とする開発元の経営不振により、アレアハングルの開発を中止しソースをマイクロソフトに提供する見返りに資金を提供してもらう契約をマイクロソフトと結んだが、韓国内で大論争となり撤回された。815は1年間の使用権を1万ウォンという低価格で販売したもので、96〜97を利用できた。
Hangul ワーディアン、Hangul for Kids (2000) プログラムを最初から作り直した。256段階のアンドゥに対応。旧バージョンとの互換性に問題があった。
Hangul 2002 (2001) 旧バージョンとの互換性が向上。
Hangul 2004 (2003) XML文章編集対応、公開暗号鍵対応、スキン対応。
Hangul 2005 (2004) バージョン管理と共同作業機能、ODBC連動などの機能が追加。
Hangul 2007 (2006) アンチエイリアス、半透明罫線対応。MSワードとの互換性が向上。縦書き対応。
Hangul 2010 (2010) UIにリボン採用。ドロップダウンメニューとしても使用できるように工夫されている。ODF文章、OOXML文章に対応。MetaBlog APIに対応し直接ブログを更新可能。HWP文章フォーマットの仕様を公開。iOS用文章ビュアーをリリース。文字コードをユニコードに変更。旧形式の図形作成機能が削除され新形式のみになった。
Hangul 2014 (2013) Windows 8のタッチ操作に対応。
Hangul NEO (2016)
Hangul 2018 (2017)
Hangul 2020 (2019)
Mac OS
Hangul 96, 97 (1998)
Hangul 2006 (2006) TrueTypeサポート。マイクロソフトワード、訓民正音、一太郎のデータファイルをインポート可能。PPCバイナリで販売。ユニバーサルバイナリ対応版は販売されていない。
Hangul 2014 (2013) Windows版の2010をベースに開発された。インテルバイナリ対応版。
Unix
Hangul X 1.0, X 3.0 (1995)
Linux
Hangul X R4 (1999) Mizi Linux 1、1.1を含む。
Hangul X R5 (2000) Hancom Office 2を含む。
Hangul 2008 Linux (2008) Hancom Office 2008 Linuxを含む。アプリケーション間のコピー&ペーストやActriveXに対応しておらず、使用できるプリンタに制約があった。rpm形式で提供されたためrpmに対応していないLinuxのディストリビューションではインストールに工夫が必要だった。
そのほかの関連ソフト
Hancell : 表計算ソフト。旧Nexel。
Hanshow : プレゼンテーションソフト。旧Hancom (Haansoft) Slide。Agree、JUST Slideのベース。
Documan：アレアハングルが付属したUSBストレージ
Net Hangul (2002)：Hangul 2002 SEをベースに開発。

### 日本語版製品の歴史
1997年4月に韓国版アレアハングル96をベースとして日本語版Microsoft Windows 95以降（NEC PC-9800シリーズ用を含む）に対応させ、ユーザーインターフェースやヘルプ、マニュアルの日本語化を図った「アレアハングル日本版」が日本国内で発売された。アプリケーション自体に内蔵されたハングル入力機能と、日本語版Windows上の日本語IMEによるハングルと日本語の混在入力機能を提供したが、日本での流通は開発元の日本事務所と協力代理店数社を通じたごく小さな規模にとどまり、1999年初頭までに日本事務所の閉鎖・撤退とともに販売終了となった。
その後2001年に、韓国の大手総合商社「ハンファグループ」の日本法人「ハンファ・ジャパン」から「アレアハングルミレニアム」が発売される。日本語・英語・中国語・朝鮮語のOSに対応し、言語セレクターによって4カ国語の言語メニューやヘルプに切り替わる機能を持ち、ワープロソフト内部に、ハングル（朝鮮語）、中国語、日本語の入力システムも搭載されたマルチリンガルのワードプロセッサとして登場した。
2002年3月には「アレアハングルPlus! 日韓・韓日翻訳」を発表。「アレアハングルミレニアム」をベースに、翻訳アドインボタンが装備され、開いたハングル文書をワープロのレイアウトのとおりに、朝鮮語→日本語・日本語→朝鮮語の自動翻訳が可能となった。翻訳エンジンには、現在Yahoo!翻訳や、クロスランゲージの翻訳ソフトパッケージ 「高麗」シリーズ でも実績がある、韓国チャンシンソフト社のエンジンが採用された。2002年当時は、韓国から送られてくるHWPファイルを直接開くことができ、かつ朝鮮語を日本語に翻訳して読むことができる画期的な商品であった。現在は、前述のとおりHWPファイルが新バージョンのフォーマットで直接開くことができなくなったため、この翻訳機能は使えないに等しい。
2003年よりクロスランゲージが代理店となり「アレアハングルミレニアム」を「Asian Writer」として発売を開始。主にクロスランゲージの翻訳ソフトパッケージのバンドル用として取り扱われた。またクロスランゲージは翻訳ソフトを主力商品としているため、翻訳ソフトと競合する「アレアハングルPlus! 日韓・韓日翻訳」は取り扱わなかった。その後、クロスランゲージは2006年で「Asian Writer（アレアハングルミレニアム）」の取り扱いを終了し、朝鮮語版の取り扱いも行われていなかった。
2010年3月にHancom Office 2010が発表され、同製品はHancom東京事務所より販売されている。
（以上は、2013年1月現在）